# Batalha de Salamina

Diagramação da batalha

A Batalha de Salamina foi o combate entre a frota persa, liderada por Xerxes I, e a grega, comandada por Temístocles. O acontecimento deu-se no estreito que separa Salamina da Ática, possivelmente no dia 29 de setembro de 480 a.C. e terminou com a vitória grega.
Após as vitórias persas na Tessália e em Termópilas, a devastação da Beócia e da Ática, o rei persa Xerxes entrou em Atenas, destruindo inclusive os monumentos da Acrópole, desenvolvendo aquela que ficou conhecida como Segunda Guerra Médica.
Enquanto os coríntios e os espartanos defendiam uma aglomeração militar no Istmo de Corinto, Temístocles concentrou a frota de 200 embarcações (trirremes) na baía de Salamina, enfrentando a frota persa, que, por causa de seu grande número de navios, tinha dificuldades evidentes de maneabilidade no espaço exíguo do estreito, pelo que foi completamente derrotada pelos gregos. Xerxes foi obrigado a regressar à Ásia, deixando o comando das tropas restantes ao seu lugar-tenente, o general Mardónio, que seria derrotado em 479 a.C. nas batalhas de Plateias e Micala, nas costas da Ásia Menor.
Diante da necessidade de organizar a defesa e de equipar o exército, Atenas liderou a formação da Confederação de Delos, uma aliança entre várias cidades-Estado gregas que deveriam contribuir com navios ou dinheiro nos gastos da guerra.